# Tobias Jakob Reinharth

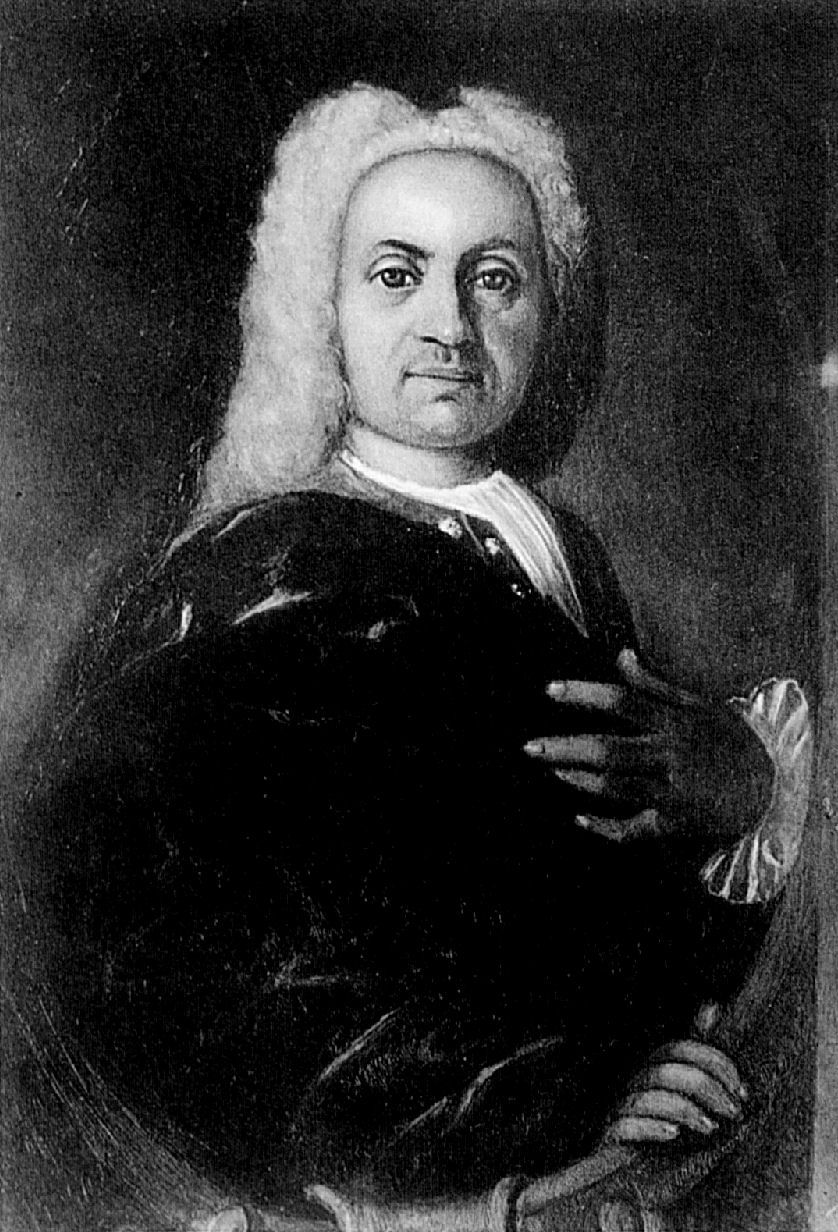
Tobias Jakob Reinharth, 18. Jahrhundert

Tobias Jakob Reinharth (auch Tobias Jacob Reinharth oder Tobias Jakob Reinhard; * 4. Oktober 1684 in Erfurt; † 3. Mai 1743 in Göttingen) war ein deutscher Rechtswissenschaftler und Hochschullehrer.

## Leben
Reinharth absolvierte zunächst das Erfurter Gymnasium und studierte anschließend an der Universität Erfurt Rechtswissenschaft. Er wurde dort 1706 zum Lic. iur. und 1709 zum Doktor der Rechte promoviert. Anschließend ließ er sich in Erfurt als Advokat nieder. 1710 wurde ihm in Erfurt außerdem eine Stelle als außerordentlicher Professor der Rechte übertragen, 1712 eine als ordentlicher Professor der Institutionen und 1714 die der Pandekten. Er wurde 1716 zudem Oberkämmerer und kaiserlicher Pfalzgraf in Erfurt, bevor er 1717 die Advokatur niederlegte und zugleich die Stelle des Erfurter Stadtsyndikuses übernahm. In der Folgezeit erhielt er weitere Ämter in der Stadtverwaltung und an der Universität, so wurde er 1722 Oberbauherr der Stadt Erfurt, 1725 Beisitzer der Juristenfakultät und 1728 jüngerer Bürgermeister von Erfurt. 1729 übertrug man ihm die ordentliche Professur des Codex und am 25. Juni 1730 das Amt des Rektors der Universität. Letzteres hatte er bis 1735 inne.
Reinharth wurde 1735 zum Nachfolger von Johann Salomon Brunnquell als ordentlicher Professor des kanonischen Rechts an die Universität Göttingen berufen. Dort wurde zugleich zum königlich großbritannischen und kurbraunschweigisch-lüneburgischen Hofrat ernannt. 1740 war er an der Göttinger Universität auch Rektor. Zudem sollte er Vizekanzler der Universität werden. Diese Stelle lehnte er aus gesundheitlichen Gründen ab.

## Werke (Auswahl)
- De Incauto Contrahente Cum Universitatibus, Grosch, Erfurt 1711.
- De Jure Principis Circa Delicta Eorumqve Pœnas, Erfurt, 1718.
- De Potestate Precistae Preces Imperatoris Per Cessionem In Alium Transferendi, Grosch, Erfurt 1730.
- De Successione Feudali, Hering, Erfurt 1734.
- De Ivris Non Scripti Extra Territorivm Efficientia, Vandenhoeck, Göttingen 1737.
- De eo, quod circa Molendinorum Exstructionem atque Bannum in primis in Terris electoralibus Brunsvigo Luneburgicis justum es, Vandenhoeck, Göttingen 1740.
- Selectae Observationes ad Pauli Christinaei Decisiones, Hered, Erfurt 1743.